# Ихсаније
Ихсаније (тур. İhsaniye) је насељено место у округу Карамурсел у вилајету Коџаели, Турска. Према попису из 2020. било је 229 становника.
Ихсаније настањују Бошњаци, чији су се преци доселили крајем 19. века из Босне и Херцеговине. Оснивач села је Хаџи Омер Бизовић из околине Стоца. Ранији назив села је био Ново Село.